# Свергун, Игорь Николаевич
И́горь Никола́евич Свергу́н (10 февраля 1966, Короча, Белгородская область, СССР — 23 июня 2013, Нанга-Парбат) — советский и украинский альпинист, мастер спорта СССР по альпинизму (1989), Снежный барс СССР, мастер спорта СССР международного класса (1991), инструктор-методист 3-й категории.

## Начало спортивной карьеры
Игорь проявил интерес к альпинизму еще в школьные годы, занявшись туризмом, также увлекался баскетболом, а в 7-м классе он стал чемпионом области по ориентированию. Его наставником стал учитель физкультуры, Георгий Куприянович Курдыш, о котором Игорь всегда говорил с благодарностью. Именно он внушил Игорю любовь к путешествиям и горам, вдохновив его на стремление к достижению высоких результатов.
Учитель поставил перед учениками цель в жизни, стремясь сделать из них мужчин и спортсменов и Игорь принял вызов и начал серьезно заниматься альпинизмом в 18 лет, что стало его жизненным призванием. Это увлечение стало его страстью и открыло перед ним новые горизонты. Первое восхождение Игорь Свергун совершил на вершину Семёнов-баши — высотой «всего» 3602 метра. В последующие годы в послужной список он вписал многие восьмитысячники.

В студенческие годы в 1990г. стал членом харьковского альпклуба и начал тренироваться под руководством Сергея Бершова (мастер спорта СССР, Снежный барс). Бершов и Свергун стали друзьями и напарниками, вместе они совершили множество восхождений, в том числе на восьмитысячники Лхоцзе в 1990 году, Эверест и Канченджангу.. Из воспоминаний Бершова:  
“С Игорем Свергуном мы 23 года (!) были связкой". 
"Характера парню было не занимать, хотелось быть первым, добиваться большего". 
"Чем он выделялся? Ну, во-первых, был самый молодой – 24 года. Как и я когда-то, параллельно занимался альпинизмом и скалолазанием, а это всегда дает фору на восхождениях. Выделялся своей целеустремленностью. А еще он играл на гитаре, знал много прекрасных песен – альпинистсикх, бардовских, народных. А гитарист всегда душа компании".
"Игорь поставил перед собой цель: стать высококлассным, успешным, востребованным горным гидом – и стал. Выучил английский, закончил магистратуру Харьковской академии физкультуры по специальности «Олимпийский и профессиональный спорт». Не мог без гор, без путешествий. Любил это. Он, как и я, не работал, а занимался любимым делом. Очень профессионально, вдумчиво, делая упор на безопасность. Сколько раз на том же Эльбрусе мы поворачивали клиентов вниз, не сговариваясь, понимая друг друга с полувзгляда. Ничего удивительного. Когда 23 года ходишь в связке, решения принимаются одинаковые без всяких слов. Так же, как мы давно обходились без слов, страхуя друг друга. Ты просто уверен – надежнее не бывает".

## Спортивные достижения
К числу его лучших спортивных достижений относят восхождения:
- 1990 — в составе группы Сергея Бершова в тяжелейших погодных условиях первопрохождение Южной стены Лхоцзе (8516м) — до высоты 8200 м, которую безуспешно пытались пройти многие альпинисты мира. От неё отступал трижды Райнхольд Месснер. Это одно из тех восхождений, которым Игорь гордился больше всего.[3]
- 1991 — траверс Манаслу (с В. Пастухом и А. Макаровым);
- 1992 — Эверест (Южная вершина — 8790 м);
- 1994 — Дхаулагири;
- 1996 — Аннапурна (маршрут Бонингтона, с Сергеем Бершовым, Сергеем Ковалёвым — экспедиция Госкомспорта Украины, возглавляемая Мстиславом Горбенко);
- Шиша-Пангма (в альпийском стиле),

а также восхождения на:
- 1998 — Ама-Даблам;
- 1998 — Пумори;
- 2004 — Чо-Ойю;
- 2005, 2006 — Эверест по северо-восточному гребню[5].

В 1999 году во время экспедиции «Украина — Эверест-99» участвовал в одной из самых сложных спасательных операций — транспортировке восходителя на вершину мира киевлянина В. Горбача с высоты 8600 метров.
В 2008 году в рамках экспедиции, организованной Харьковским областным клубом альпинистов, Свергун совершил восхождение на Гашербрум-II (с Сергеем Бершовым и Алексеем Боковым) — по классическому маршруту. Перед началом восхождения его участники установили у подножия горы мемориальную доску в память о двух украинских альпинистах: Викторе Пастухе из Харькова и крымчанине Геннадии Василенко, погибших в 1996 году при попытке покорить Шиша-Пангму.

Игорь Свергун дважды покорил Эверест, был на многих восьмитысячниках мира. Он принимал участие в 1990 году в советской экспедиции под руководством А. Шевченко на Лхоцзе Главную по Южной стене, которую Райнхольд Месснер назвал маршрутом XXI века. По его словам: 
«это восхождение стало моей визитной карточкой. Где бы я ни встречался с альпинистами, когда произносится пароль „Лхоцзе“, возникает неподдельное восхищение. Восхождение было очень сложным. Мы не были готовы ко всему, с чем столкнулись. В книгах — всё по-другому».
В числе его других достижений 25 маршрутов 6-й категории сложности.
Вёл работу с молодежью в Харьковском альпклубе, был тренером ряда экспедиций, возглавлял коммерческие экспедиции. В последние годы жизни — старший тренер ФАС ХО.

## Личная жизнь
Супруга — Свергун Тамара Никитовна — учитель-методист ХП УВК «Авторская школа Бойко», Харьков, Украина.
Сын — Егор Свергун (26.06.2000).

## Гибель
В июне 2013 года Игорь Свергун возглавил международную экспедицию на Нанга-Парбат, экспедиция стартовала 6 июня и должна была завершиться 17 июля 2013 года. Однако в ночь на 23 июня на базовый лагерь на высоте около 4200 м в Гилгит-Балтистане напали террористы (Пакистан). Нападавшие заставили двух местных проводников отвезти их в базовый лагерь. Добравшись до места назначения, они собрали альпинистов и персонал, отобрали паспорта и деньги, уничтожили мобильные телефоны, завязали им глаза и заставили встать на колени  и жестоко расстреляли. Всего погибло  10 альпинистов из разных стран, включая Игоря Свергуна и еще двух харьковчан.
Ответственность за убийство  взяла на себя пакистанская группировка «Джундалла». Позже о своей причастности заявило связанное с «Джундалла» движение «Техрик-и-Талибан Пакистан».
Похороны состоялись 30 июня 2013 года в Харькове на городском кладбище №13. На церемонии прощания присутствовали более 5000 человек, включая альпинистов со всего мира.

## Награды
Обладатель ряда правительственных наград СССР и Украины:
- 1990 — ордена «За личное мужество»;
- 1996 — ордена «За заслуги» III степени[13];
- 1999 — ордена «За мужество» III степени[14].

## Память
- Памятный альбом «Свергун Игорь: Мы не покоряем горы, а восходим на них», - Издательство «Золотые страницы», г.Харьков, 2013. При подготовке издания были использованы фотоматериалы из архива Харьковского альпклуба и семьи.[15]
- Ежегодный Кубок Украины по альпинизму (дисциплина – техника альпинизма) памяти Игоря Свергуна, к участию приглашаются юноши и девушки, взрослые и ветераны. Призовой фонд Кубка памяти формируется  из спонсорских поступлений от друзей Игоря Свергуна. Годы проведения: 2013, 2014[16], 2015[17], 2016[18], 2017[19], 2018[20], 2019[21], 2020[22], 2021[23].
- Экспедиция по восхождению на Эльбрус в августе 2013 г., памяти  харьковчанах безвременно погибших 23 июня 2013 г. в Пакистане, с участием супруги Тамары и сына Егора Свергуна[24].
- Упоминание в книге "Южная стена Лхоцзе", - С.И.Бершов, Снег, 2022.
- Мемориальная доска в честь И.Н.Свергуна установлена 29.09.2014 на здании Корочанской средней школы имени Дмитрия Кромского. На церемонии открытия мемориальной доски присутствовала мама альпиниста Валентина Анисимова (Свергун), а открыл ее друг Игоря Свергуна - Василий Симонов.[25]